# Dirk Jan Struik
Dirk Jan Struik (Rotterdam, 30 de setembro de 1894 — Belmont, 21 de outubro de 2000) foi um matemático norte-americano nascido na Holanda, historiador da matemática e teórico marxista que passou a maior parte de sua vida nos Estados Unidos.

## Vida
Dirk Jan Struik nasceu em 1894 em Rotterdam, Holanda, como filho de um professor. Ele frequentou a Hogere Burgerschool nl (HBS) ali. Foi nessa escola que ele foi apresentado à política de esquerda e ao socialismo por um de seus professores, chamado Mister van Dam.
Em 1912 Struik ingressou na Universidade de Leiden, onde demonstrou grande interesse por matemática e física, influenciado pelos eminentes professores Paul Ehrenfest e Hendrik Lorentz.
Em 1917, ele trabalhou como professor de matemática no ensino médio por um período, após o qual trabalhou como assistente de pesquisa para J.A. Schouten. Foi durante esse período que ele desenvolveu sua tese de doutorado, "A Aplicação de Métodos Tensores a Manifolds Riemannianos".
Em 1922, Struik obteve seu doutorado em matemática na Universidade de Leiden. Ele foi nomeado para um cargo de professor na Universidade de Utrecht em 1923. No mesmo ano, ele se casou com Saly Ruth Ramler, matemática com doutorado pela Universidade Carolina.
Em 1924, financiado por uma bolsa de estudos Rockefeller, Struik viajou a Roma para colaborar com o matemático italiano Tullio Levi-Civita. Foi em Roma que Struik desenvolveu pela primeira vez um grande interesse pela história da matemática. Em 1925, graças a uma extensão de sua bolsa, Struik foi para Göttingen para trabalhar com Richard Courant compilando palestras de Felix Klein sobre a história da matemática do século XIX. Ele também começou a pesquisar matemática da Renascença nesta época. Ele também reacendeu o interesse por um erro que Aristóteles cometeu sobre colocar lado a lado o universo apenas com o tetraedro. Foi desafiado pela primeira vez em 1435.
Em 1926, Struik recebeu ofertas de cargos na Universidade Estadual de Moscou e no Instituto de Tecnologia de Massachusetts. Ele decidiu aceitar o último, onde passou o resto de sua carreira acadêmica. Ele colaborou com Norbert Wiener na geometria diferencial, enquanto continuava sua pesquisa sobre a história da matemática. Ele foi nomeado professor titular do MIT em 1940.
Struik era um marxista convicto. Tendo ingressado no Partido Comunista da Holanda em 1919, ele permaneceu membro do partido por toda a vida. Quando questionado, por ocasião de seu 100º aniversário, como ele conseguia escrever artigos de periódicos revisados por pares em uma idade tão avançada, Struik respondeu alegremente que tinha os "3Ms" de que um homem precisa para se sustentar: Casamento (sua esposa, Saly Ruth Ramler, já não estava viva quando fez cem anos em 1994), Matemática e Marxismo.
Portanto, não é surpreendente que Dirk tenha sofrido perseguições durante a era macartista. Ele foi acusado de ser um espião soviético, uma acusação que negou veementemente. Invocando a Primeira e a Quinta Emendas da Constituição dos Estados Unidos, ele se recusou a responder a qualquer uma das 200 perguntas que lhe foram feitas durante a audiência do HUAC. Ele foi suspenso do ensino por cinco anos (com salário integral) pelo MIT na década de 1950. Struik foi reinstalado em 1956. Ele se aposentou do MIT em 1960.
Além do trabalho puramente acadêmico, Struik também ajudou a fundar a revista Science & Society, uma publicação marxista sobre história, sociologia e desenvolvimento da ciência.
Em 1950, Struik publicou suas Lectures on Classical Differential Geometry, que recebeu elogios de Ian R. Porteous:
De todos os manuais sobre geometria diferencial elementar publicados nos últimos cinquenta anos, o mais legível é um dos mais antigos, nomeadamente o de DJ Struik (1950). Ele é o único a mencionar Allvar Gullstrand.
Outras obras importantes de Struik incluem clássicos como A Concise History of Mathematics (1948), Yankee Science in the Making, The Birth of the Communist Manifesto e A Source Book in Mathematics, 1200-1800, todos considerados padrão livros ou referências.
Struik morreu em 21 de outubro de 2000, três semanas após comemorar seu 106º aniversário.

## Publicações
- 1928: Het Probleem ‘De impletione loci’ (Dutch), Nieuw Archief voor Wiskunde, Series 2, 15 (1925–1928), no. 3, 121–137
- 1948: Origins of American Science (New England) via Internet Archive
- 1950: Lectures on Classical Differential Geometry
- 1953: Lectures on Analytic and Projective Geometry, Addison-Wesley
- 1986: (editor) A Source Book in Mathematics, 1200–1800, Princeton University Press ISBN 0-691-08404-1, ISBN 0-691-02397-2 (pbk).
- 1987: A Concise History of Mathematics, fourth revised edition, Dover Publications ISBN 0-486-60255-9, ISBN 978-0-486-60255-4.

## Obituários
- G. Alberts, and W. T. van Est, Dirk Jan Struik, Levensberichten en herdenkingen (Koninklijke Nederlandse Akademie van Wetenschappen, 2002), pp. 107-114. ISBN 90-6984-343-9
- MIT News Office (2000-10-25). Mathematician Professor Dirk Struik dies at 106. Massachusetts Institute of Technology, http://web.mit.edu/newsoffice/2000/struik-1025.html, accessed 2007-07-23